# Joseph Quinn
Joseph Quinn, född 26 januari 1994 i London, England, är en engelsk skådespelare som medverkat i de brittiska dramaserierna I Dickens magiska värld och Howards End och Catherine the Great. 2022 fick han sitt internationella genombrott för rollen som Eddie Munson i säsong 4 av den amerikanska TV-serien Stranger Things.

## Filmografi

### Film
| År   | Titel                           | Roll                       |
| ---- | ------------------------------- | -------------------------- |
| 2018 | Overlord                        | Grunauer                   |
| 2019 | Make Up                         | Tom                        |
| 2023 | Hoard                           | Michael                    |
| 2024 | A Quiet Place: Day One          | Eric                       |
| 2024 | Gladiator 2                     | Caracalla                  |
| 2025 | The Fantastic Four: First Steps | Johnny Storm / Human Torch |
| 2026 | Avengers: Doomsday              | Johnny Storm / Human Torch |

### TV
| År   | Titel               | Roll            | Utgivare                       | Anmärkningar                            |
| ---- | ------------------- | --------------- | ------------------------------ | --------------------------------------- |
| 2011 | Postcode            | Tim             | CBBC                           | Avsnitt 1                               |
| 2016 | Dickensian          | Arthur Havisham | BBC One                        | 19 avsnitt                              |
| 2017 | Game of Thrones     | Koner           | HBO                            | Avsnitt: "The Spoils of War" (7.4)      |
| 2017 | Howards End         | Leonard Bast    | BBC One (UK) Starz (US)        | Miniserie                               |
| 2017 | Timewasters         | Ralph           | ITV2 (UK) CBC Gem (US)         | 2 avsnitt                               |
| 2018 | Les Misérables      | Enjolras        | BBC One                        | Miniserie; 3 avsnitt                    |
| 2019 | Catherine the Great | Tsarevitj Paul  | Sky Atlantic (UK) HBO (US)     | Miniserie                               |
| 2020 | Strike              | Billy Knight    | BBC One                        | 4 avsnitt                               |
| 2020 | Small Axe           | PC Dixon        | BBC One (UK) Amazon Prime (US) | Avsnitt: "Mangrove"                     |
| 2022 | Stranger Things     | Eddie Munson    | Netflix                        | Återkommande roll (säsong 4); 9 avsnitt |

### Kortfilmer
| År   | Titel     | Roll  | Regissör                                           | Anmärkningar |
| ---- | --------- | ----- | -------------------------------------------------- | ------------ |
| 2015 | Instinct  | Dan   | Nathan Hamilton & Henry Leroy-Salta                |              |
| 2017 | KIN       | Jamie | Helena Middleton                                   |              |
| 2018 | The Hoist | Hash  | Josef Davies, Henry Leroy-Salta & Callum Woodhouse |              |

### Teater
Selected professional credits.
| År   | Titel      | Roll   | Regissör            | Plats                  | Anmärkningar |
| ---- | ---------- | ------ | ------------------- | ---------------------- | ------------ |
| 2016 | Deathwatch | Morris | Geraldine Alexander | Print Room             |              |
| 2017 | Wish List  | Dean   | Matthew Xia         | Royal Court Theatre    | [ 4 ]        |
| 2017 | Mosquitoes | Luke   | Rufus Norris        | Royal National Theatre | [ 5 ]        |